# 二見浦

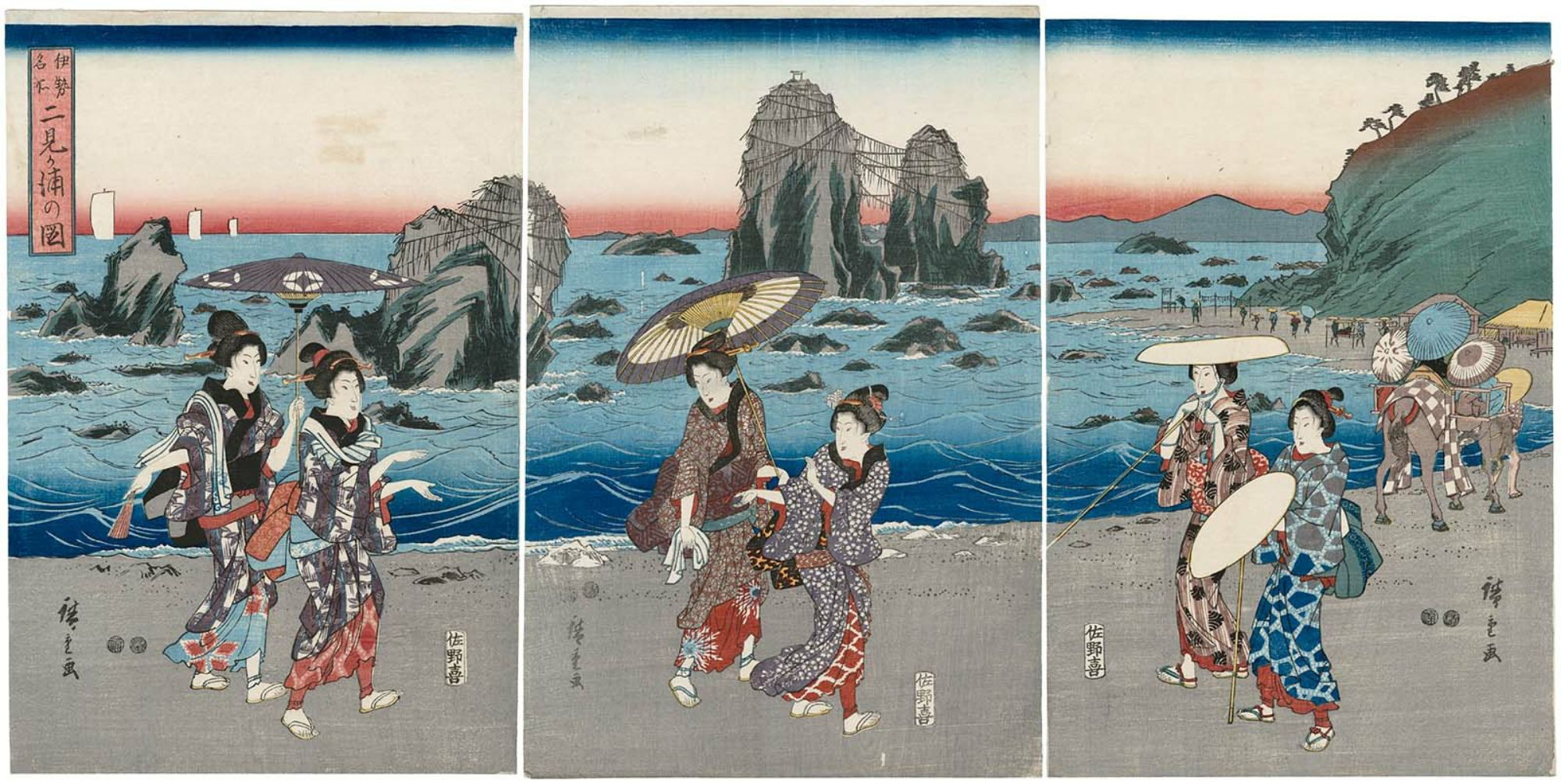
広重画「伊勢名所　二見ヶ浦の図」1847年 – 1852年ごろ。

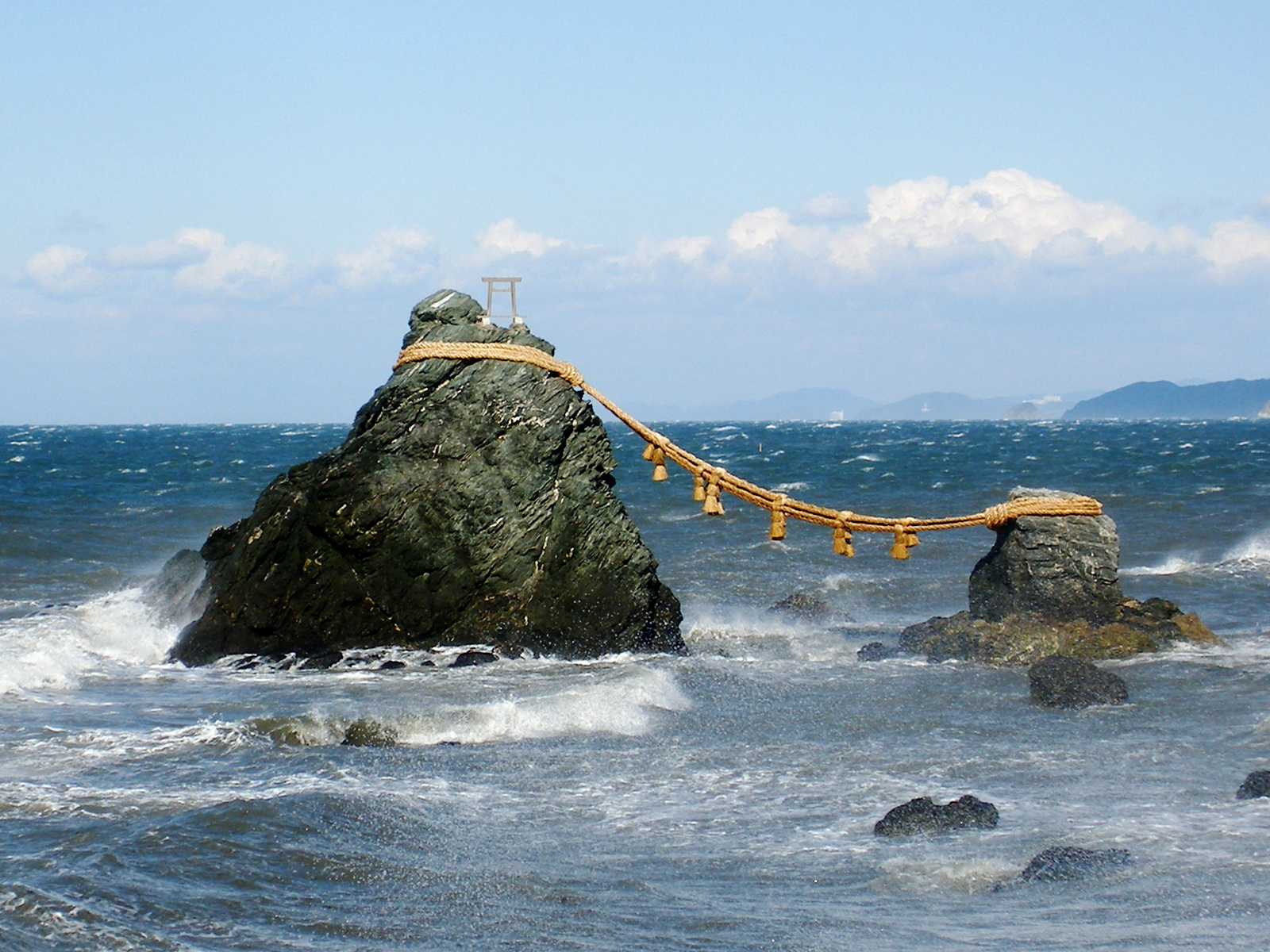
夫婦岩

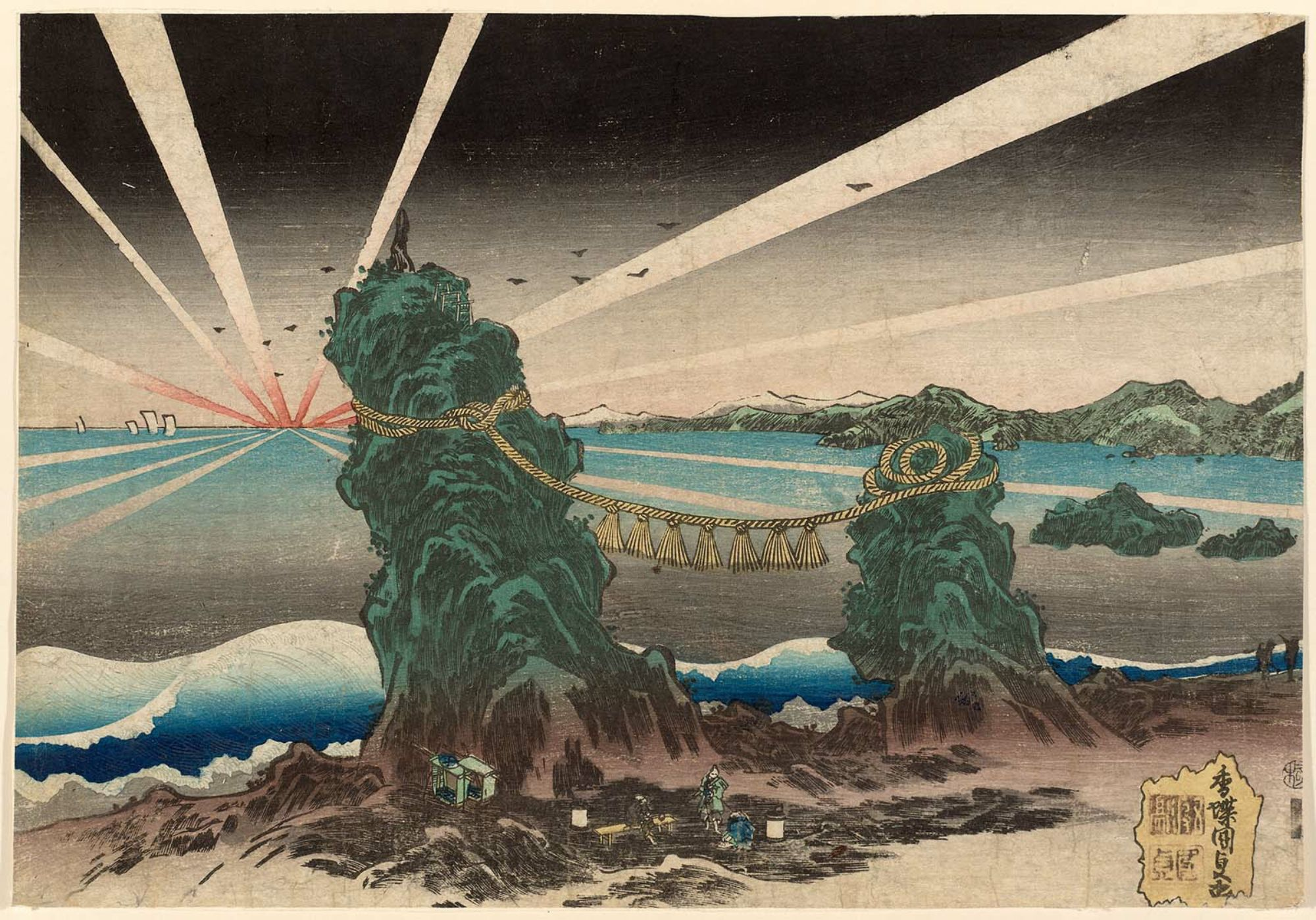
歌川国貞による夫婦岩

二見浦（ふたみがうら）は、三重県伊勢市二見町の今一色から立石崎に至る海岸。立石崎から神前岬までの海岸（神前海岸）もその一部とされることがある。

## 概要
伊勢湾に注ぐ五十鈴川の河口に形成された三角州状の地帯で、伊勢志摩国立公園に属し、国の名勝に指定され、日本の渚百選にも選ばれている。神宮参拝の禊場でもあった。
立石崎の二見興玉神社内にある夫婦岩は全国的に有名である。

## 二見浦海水浴場
二見浦海水浴場は、初代軍医総監松本順によって1881年（明治15年）に開設され、翌1882年（明治16年）に内務省衛生局長・長与専斉により指定された日本で最初の公認海水浴場で、大正天皇も幼少時に水泳の訓練をしたと言われる。当時の海水浴は、医療目的（浴冶）で、海に入る冷浴と、浜辺の浴槽で温めた海水に浸かる温浴とがあり、海岸沿いには海水温浴場をもつ初の旅館「二見館」をはじめ、潮湯治を謳う旅館街が形成された。

## 二見浦より見る「ダイヤモンド富士」
二見浦での風物詩は、夏至の「サンライズ」である。二つの岩の中間がちょうど富士山の方角にあたり、富士山の背後から昇る「日の出」が観測される。
現在では「ダイヤモンド富士」の愛称で呼ばれ、その出現の時刻は4時29分頃になり、約1週間程度観測されると云う。そしてこの方角を静岡県に当てはめると、田貫湖畔になり「ダイヤモンド富士」として親しまれている。

## 賓日館
賓日館（ひんじつかん）は皇族や要人の宿泊施設として二見ヶ浦に建設された旅館。1887年（明治20年）に竣工し、同年2月19日に開館した。現在は資料館となっており、唐破風の正面玄関、庭園、旧客室どれをとっても当時の一流の建築家や職人の技が随所に見られる気品のある建物。
2004年（平成16年）3月17日に三重県指定有形文化財に指定され、2010年（平成22年）6月29日に国の重要文化財に指定された。 

### 関連画像

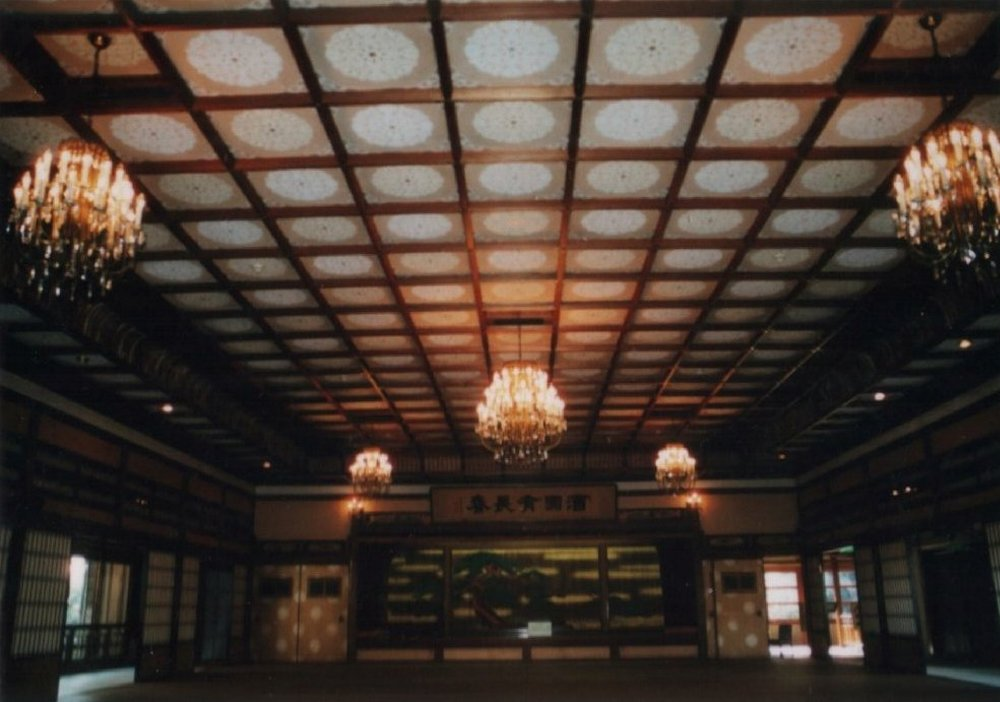
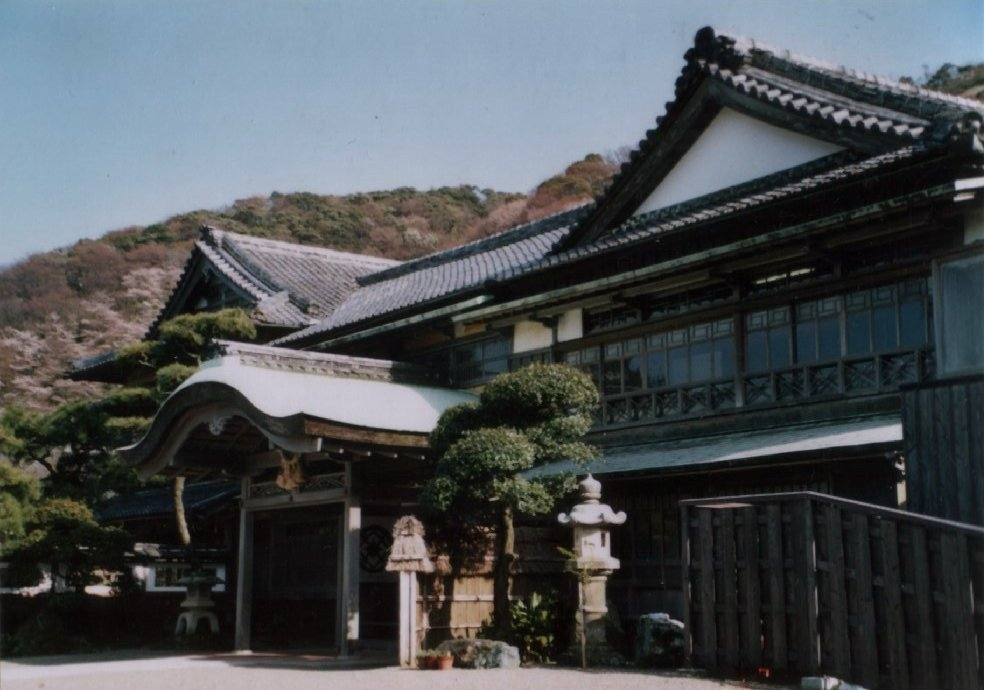

## 地質
大きいほうの岩を男岩、小さいほうを女岩と呼ぶが、よく見ると表面の縞々の向きが両者で異なる。元々同じ向きだったが1918年（大正7年）の台風で女岩が転倒し修復した際、岩の向きを変えて据え付けてしまったためである。この縞は、地質学で片理面といい、石の種類は結晶片岩である。片理面は近くの遊歩道の岩石でも観察できる。

## 交通
- JR参宮線 二見浦駅より徒歩で約10分。
  - 駅名については、「ふたみがうら」ではなく、「ふたみのうら」である。